# Сагалович, Юрий Наумович
Юрий Наумович Сагалович (1911—1981) — инженер-механик, лауреат Государственной премии СССР 1967 года.

## Биография
Окончил школу ФЗО, с 1927 года работал учеником слесаря и слесарем на предприятиях Москвы. С 1932 года — слесарь-лекальщик завода им. Лихачёва.
В 1937 году окончил Московский вечерний машиностроительный институт, работал на ЗИЛе инженером-технологом по холодной обработке металлов.
С 1958 года — начальник ОТК завода ЗИЛ.
Государственная премия СССР 1967 года — за участие в создании семейства грузовых автомобилей ЗИЛ-130.
Урна с прахом захоронена в колумбарии на Ваганьковском кладбище.